# Steve Martin
Stephen Glenn "Steve" Martin (Waco, Teksas, 14. kolovoza 1945.) - američki glumac, komičar, filmski producent, pisac, glazbenik i skladatelj.
Steve Martin rođen je u mjestu Waco u Teksasu, ali se preselilo kao dijete u Kaliforniju, gdje je odrastao u Garden Groveu. Počeo je karijeru kao stand-up komičar. Postavši poznat, izdao je prvi od svoja tri albuma s vicevima "Smanjimo se" (1977.), koji je doživio veliki uspjeh. Sljedeći album "Divlji ludi tip" (1978.), doživio je još veći uspjeh, popevši se na 2. mjesto po prodaji u SAD-u i postigavši milijunsku nakladu. Album završava pjesmom "Kralj Tut" (autor i pjevač sam Steve Martin), koja je izdana kao singl i postigla veliki uspjeh tijekom pomame, koja je pratila turneju s Tutankamonovim posmrtnim ostacima 1978. Oba su albuma dobila Grammy za najbolje albume s komedijom 1977. i 1978. godine.
Imao je malu ulogu u filmu Bruce Lee-a 1971. godine. Prva veća filmska uloga bila je u filmu "Sgt. Pepper Lonely Hearts Club Band", 1978. Gostovao je u američkoj tv-emisiji "Saturday Night Live" petnaest puta.
Pisao je kolumne za novine "The New Yorker", koje je objavio u knjizi. Napisao je i dva romana, svoju autobiografiju i nekoliko scenarija za filmove. Član je Mense. Glumio je u kazališnoj predstavi "Čekajući Godota" uz Robina Williamsa.
Napisao je kazališni komad "Picasso u Lapin Agileu" (1993.), koji je imao solidan uspjeh u Americi i u kojem se u nekom pariškom baru susreću Pablo Picasso i Albert Einstein.
Bio je domaćin dodjele Oscara 2001. i 2003. Svirao je bendžo na albumu, koji je 2001. dobio Grammyja.
Napisao je dva romana: "Prodavačica" (ekraniziran 2005.) i "Zadovoljstvo u mom društvu".
Dvije godine bio je u vezi s glumicom Anne Heche. Bio je u braku s britanskom glumicom Victorijom Tennant od 1986. do 1994. U srpnju 2007. oženio se s Anne Stringfield.
Jedan od najboljih prijatelja bio mu je glumac i komičar John Candy (1950. – 1994.), s kojim je glumio u nekoliko filmova.

## Filmografija
- 1978. - "Sgt. Pepper's Lonely Hearts Club Band" kao Dr. Maxwell Edison
- 1979. - "The Muppet Movie"
- 1979. - "Bilmez" kao Navin R. Johnson/Cat Juggler/Pig Eye Jackson/Ingenieur Fred
- 1981. - "Novčići s neba" kao Arthur Parker
- 1982. - "Mrtvaci ne nose karirane kaputiće" kao Rigby Reardon
- 1983. - "Čovjek s dva mozga" kao Dr. Michael Hfuhruhurr
- 1984. - "Usamljeni tip" kao Larry Hubbard
- 1984. - "Sve od mene" kao Roger Cobb
- 1985. - "Movers & Shakers" kao Fabio Longio
- 1986. - "Tri amigosa" kao Lucky Day
- 1986. - "Mala trgovina užasa" kao	Orin Scrivello
- 1987. - "Roksana" kao C.D. 'Charlie' Bales
- 1987. - "Avioni, vlakovi, automobili" kao Neal Page
- 1988. - "Prljavi pokvareni varalice" kao Freddy Benson
- 1989. - "Roditelji" kao Gil Buckman
- 1990. - "Moje plavo nebo" kao Vincent 'Vinnie' Antonelli
- 1991. - "Priča iz Los Angelesa" kao Harris K. Telemacher
- 1991. - "Nevjestin otac" kao George Banks
- 1991. - "Veliki kanjon" kao Davis
- 1992. - "Kućepazitelj" kao Newton Davis
- 1992. - "Nedostatak vjere" kao Jonas Nightengale
- 1994. - "Igra sudbine" kao Michael McCann
- 1994. - "Najluđi Božić" kao Philip
- 1995. - "Nevjestin otac 2" kao George Banks
- 1996. - "Narednik Bilko" kao Ernest G. Bilko
- 1997. - "Španjolski zatvorenik" kao Julian 'Jimmy' Dell
- 1998. - "Princ od Egipta" kao Hotep
- 1999. - "Provincijalci"  kao Henry Clark
- 1999. - "Bowfinger" kao Bobby Bowfinger
- 2000. - "Tajna Joe Goulda" kao Charlie Duell
- 2001. - "U paklu nasilja" kao Dr. Frank Sangster
- 2003. - "Raspad sistema" kao Peter Sanderson
- 2003. - "Looney Tunes: Ponovno u akciji" kao Mr. Chairman
- 2003. - "Popust na količinu" kao Tom Baker
- 2005. - "Prodavačica" kao Ray Porter
- 2005. - "Popust na količinu 2" kao Tom Baker
- 2006. - "Pink Panther" kao inspektor Jacques Clouseau
- 2008. - "Rent-a-Mama" kao Barry
- 2009. - "Pink Panther 2" kao inspektor Jacques Clouseau
- 2009. - "Previše je složeno" kao Adam Schaffer
- 2011. - "Velika godina" kao Stu